# Anapis minutissima
Espèce
Synonymes
- Epecthinula minutissima Simon, 1903

Anapis minutissima est une espèce d'araignées aranéomorphes de la famille des Anapidae.

## Distribution
Cette espèce est endémique de Jamaïque.

## Description
La femelle holotype mesure 0,8 mm.

## Publication originale
- Simon, 1903 : Descriptions d'arachnides nouveaux. Annales de la Société entomologique de Belgique, vol. 47, p. 21-39 (texte intégral).